# Championnats du monde de gymnastique acrobatique 2006
Navigation
Édition précédente Édition suivante
Les 20e championnats du monde de gymnastique acrobatique ont eu lieu à Coimbra au Portugal du 14 au 17 juin 2006.

## Résultats

### Quatuor masculin
| Rang | Équipe                                                                      | Pays        | Points |
| ---- | --------------------------------------------------------------------------- | ----------- | ------ |
|      | Andrew Price, Adam Denny, Adam Dobbs, Adam Smith                            | Royaume-Uni | 28.450 |
|      | Olexander Bondarenko, Vladimir Boychuk, Vladislav Gluchenko, Andrei Perunov | Ukraine     | 28.303 |
|      | Shen Tao, Chen Liang, Xu Run, Wang Zhen                                     | Chine       | 28.065 |
| 4    | Artem Trifonov, Igor Zarudny, Alexander Chemodanov, Sergei Shetinin         | Russie      | 27.802 |
| 5    | Christopher McGreevy, Mark Poole, Alexander Uttley, Jack Atherton           | Royaume-Uni | 27.660 |
| 6    | Roman Kenjaev, Alexei Puzyrov, Konstantin Kostin, Nurat Smagulov            | Kazakhstan  | 25.856 |

### Duo masculin
| Rang | Équipe                                 | Pays        | Points |
| ---- | -------------------------------------- | ----------- | ------ |
|      | Serhiy Popov, Mikola Cherbak           | Ukraine     | 29.257 |
|      | Alexei Dudchenko, Konstantin Pilipchuk | Russie      | 28.862 |
|      | Adrian Czyz, Pavel Walczweski          | Pologne     | 28.151 |
| 4    | Mark Fyson, Christopher Jones          | Royaume-Uni | 28.054 |
| 5    | Edward Upcott, Reece Durbridge         | Royaume-Uni | 27.957 |
| 6    | Hugo Teixeira, Telmo Dias              | Portugal    | 27.580 |

### Duo mixte
| Rang | Équipe                             | Pays        | Points |
| ---- | ---------------------------------- | ----------- | ------ |
|      | Revaz Gurgenidze, Anna Katchalova  | Russie      | 29.252 |
|      | Maria Kovtun, Anton Glazkov        | Russie      | 28.751 |
|      | Michael Rodrigues, Clare Brunson   | États-Unis  | 28.650 |
| 4    | Robert Tregonin, Alexandra Grayson | Royaume-Uni | 28.555 |
| 5    | Beata Surimak, Lukasz Misztela     | Pologne     | 28.402 |
| 6    | Sergei Zabiyaka, Alona Burlachenko | Ukraine     | 27.967 |
| 7    | Nedko Kostadinov, Ivona Stefanova  | Bulgarie    | 27.860 |
| 8    | Maik Duijhouwer, Ellen Vorsselman  | Pays-Bas    | 27.680 |

### Trio féminin
| Rang | Équipe                                                    | Pays        | Points |
| ---- | --------------------------------------------------------- | ----------- | ------ |
|      | Elena Kirilova, Elena Moiseeva, Tatiana Alexeeva          | Russie      | 28.800 |
|      | Ekaterina Stroynova, Ekaterina Loginova, Albina Zinnurova | Russie      | 28.589 |
|      | Maria Girut, Tatiana Motuz, Alina Starevich               | Biélorussie | 28.302 |
| 4    | Anna Gorbatenko, Olena Nepytaeva, Olga Vorchuk            | Ukraine     | 28.154 |
| 5    | Emily Collins, Victoria Lamekin, Leanne Turner            | Royaume-Uni | 28.070 |
| 6    | Tisa Penny, Allysha Kidd, Mariah Henniger                 | États-Unis  | 27.751 |
| 7    | Erin Jameson, Claire-Louise Thompson, Grace Blacklock     | Royaume-Uni | 27.500 |
| 8    | Corinne Van Hombeeck, Maaike Croket, Soen Geirnaert       | Belgique    | 26.910 |

### Duo féminin
| Rang | Équipe                               | Pays        | Points |
| ---- | ------------------------------------ | ----------- | ------ |
|      | Katsiaryna Murashko, Alina Yushko    | Biélorussie | 28.530 |
|      | Anna Melnikova, Yanna Cholaeva       | Russie      | 28.307 |
|      | Wang Zhiyue, Liu Yiting              | Chine       | 28.266 |
| 4    | Marina Novikova, Elena Faleva        | Russie      | 28.220 |
| 5    | Elena Zhornyak, Anastasia Lomachenko | Ukraine     | 28.140 |
| 6    | Natalia Kakhntuk, Kristina Maraziuk  | Biélorussie | 27.740 |